# Campionato GT IMSA
Il campionato GT IMSA era una competizione automobilistica per vetture turismo organizzata in Nordamerica. Dal 1993 al 1998 incluse al suo interno il Campionato World Sports Car (WSC) per sportprototipi, che rappresentò il più prestigioso campionato della categoria in seguito alla chiusura del campionato del mondo sportprototipi organizzato dalla FIA. Dopo la sua chiusura, venne sostituito dall'American Le Mans Series, a sua volta organizzato dalla IMSA.

## Storia
Il campionato destinato alle vetture turismo, incluse nei gruppi 1, 2, 3 e 4, venne fondata nel 1969 da Bill France Sr e John e Peggy Bishop. Le gare iniziarono ufficialmente nel 1971, con la prima che si tenne al Virginia International Raceway e fu un successo inaspettato, sia per i piloti che per la manciata di spettatori che vi assistettero. Così l'anno successivo John Bishop coinvolse la RJ Reynolds come sponsor. Nel 1977 l'IMSA introdusse la categoria GTX, incluse nel gruppo 5, destinata alle auto spinte da motori sovralimentati da turbocompressore. Nel 1989 Bishop decise di vendere le sue quote e la competizione perse prestigio. Nel 1992 la categoria di lunga data American Challenge entrò a far parte della serie GT, divenendo nota come GTO e la precedente categoria GTO fu rinominata GTS (Grand Touring Supreme). La mossa fu sollecitata dallo sponsor Exxon, che voleva associare il proprio marchio alla denominazione della competizione. Nel 1995, nel tentativo di avvicinarsi alla BPR Global GT Series europea, la categoria GT subì un'altra importante ristrutturazione: la GTS venne ribattezzata GTS-1, mentre la GTU divenne nota come GTS-2, venendo destinata alle attuali vetture GT2. Nel 1997, infine, venne aggiunta anche la categoria GTS-3.
Nel 1993 venne appositamente creata una categoria per sportprototipi (SRP) – a cui era stato permesso di gareggiare come GTP dal 1981, quando Bishop decise di non seguire le regole introdotte dalla FIA per il gruppo C – che prese il nome di IMSA World Sports Car. La contemporanea chiusura del campionato FIA per sportprototipi diede la possibilità al neonato campionato WSC di acquistare prestigio, venendo considerata la massima competizione per la categoria. Nel 1996, Slater vendette l'organizzazione a Roberto Muller (ex CEO di Reebok) e al finanziere di Wall Street Andy Evans, che era anche proprietario di una scuderia di IndyCar e del team Scandia WSC. Don Panoz, Evans e il vicepresidente del marketing Kurtis Eide furono responsabili del cambio di nome in Professional Sports Car Racing (PSCR).
Nel 1999 la PSCR decise di affiliarsi all'Automobile Club de l'Ouest (ACO), adottandone il regolamento e rinominandosi American Le Mans Series, che dopo essersi fusa con la Rolex Sports Car Series prese il nome di WeatherTech SportsCar Championship.

### Campionato WSC
Con l'aumento dei costi e l'abbandono della serie da parte dei team ufficiali, con conseguente diminuzione delle iscrizioni e dei profitti, nel 1993 l'IMSA creò il campionato World Sport Car (WSC), destinato agli sportprototipi decappottabili e con fondo piatto. Contrariamente alle vecchie GTP, che montavano motori di serie modificati per le corse, le nuove SRP erano spinte da motori di produzione. Il nuovo campionato iniziò con il Gran Premio di Miami, ma l'unica vettura SRP a gareggiare fu quella di Brent O'Neill, che si classificò ultima tra le auto giunte al traguardo. Dopo aver saltato la 12 Ore di Sebring, la categoria incluse per il resto della stagione in gare soltanto gare non valide per il campionato, con non più di quattro vetture in ogni gara. La scelta, però, si rivelò comunque vincente, poiché la contemporanea chiusura del campionato del mondo sportprototipi della FIA consentì alla competizione organizzata dall'IMSA di diventare il massimo riferimento per la categoria.
Nonostante i prototipi che gareggiavano nel campionato WSC avessero assunto il ruolo di categoria leader, la loro affidabilità venne messa alla prova alla 24 Ore di Daytona, alla quale presero parte in tutto otto vetture SRP. Nonostante, avessero conquistato tutta la prima fila nelle qualifiche, soltanto due vetture terminarono la gara, ottenendo come miglior piazzamento un nono posto, dietro alle vetture GT. Il primo podio per le vetture SRP giunse a Sebring, quando furono conquistati un secondo e un terzo posto dietro alla vincitrice nella classe GTS a Daytona, una Nissan 300ZX, fatto che portò al bando dell'utilizzo di motori GTP per quest'ultima categoria. Nella gara inaugurale del campionato WSC al Road Atlanta, fece il suo debutto la nuova Ferrari 333 SP, che vinse la sua gara d'esordio, ma successivamente la Oldsmobile andò a podio in ogni gara, vincendo il titolo costruttori battendo la Ferrari per quattro punti di scarto. Nel 1995 fece il suo debutto a Daytona la Riley & Scott Mk III, ma si ritirò dopo l'undicesimo giro a causa di un guasto al motore. La Ferrari, invece, vinse la 12 Ore di Sebring e così si aggiudicò il titolo costruttori.